# Harpaphe haydeniana
Il millepiedi a macchie gialle (Harpaphe haydeniana Wood, 1864) è un millepiedi dell'ordine dei Polydesmida.

## Descrizione
Questi millepiedi hanno circa 20 segmenti e 31 paia di zampe. Le femmine hanno due paia di zampe nel settimo segmento, mentre i maschi hanno apparentemente un singolo paio. Il paio è in realtà presente, ma è modificato in gonopodio per il trasferimento dello sperma.
Hanno una vita che dura circa da 2 a 3 anni.

## Distribuzione
Harpaphe haydeniana vive nell'umidità del sottobosco delle foreste lungo la costa Nord-Americana dell'Oceano Pacifico dalla California all'Alaska.

## Riproduzione e muta
L'accoppiamento avviene prevalentemente in primavera. Numerose centinaia di piccole uova, della dimensione di un seme di papavero, vengono deposte riunite in gruppi direttamente sul terreno o sulle foglie morte del sottobosco.
Alla nascita i piccoli millepiedi sono piccoli e di colore bianco, con solamente poche zampe. Si nutrono di humus.
Dovranno mutare ben sette volte per divenire adulti, impiegando circa due anni.
Al momento della muta, costruiscono una camera protettiva con il terreno e vi si rinchiudono dentro sigillandola completamente. Rimangono all'interno per numerose settimane liberandosi del vecchio esoscheletro e aggiungendo a quelli esistenti nuovi segmenti con nuove zampe. Quando il nuovo esoscheletro si è indurito, creano con la bocca un'apertura nella camera ed emergono.

## Predatori
Questi millepiedi non hanno molti predatori. Impiegano due differenti sistemi difensivi:
- Si richiudono a formare una piccola palla, simile al guscio di una chiocciola, con l'esoscheletro a proteggere la superficie esterna.
- In caso di pericolo, dai pori presenti in ciascuno dei 20 segmenti del loro corpo rilasciano una secrezione odorosa contenente piccole quantità di cianuro. Questa secrezione può spaventare ed è tossica per molti piccoli potenziali predatori, come i coleotteri. Per gli umani, la secrezione non è pericolosa, anzi l'odore può essere gradevole e rassomiglia all'estratto di mandorla.

## Galleria d'immagini

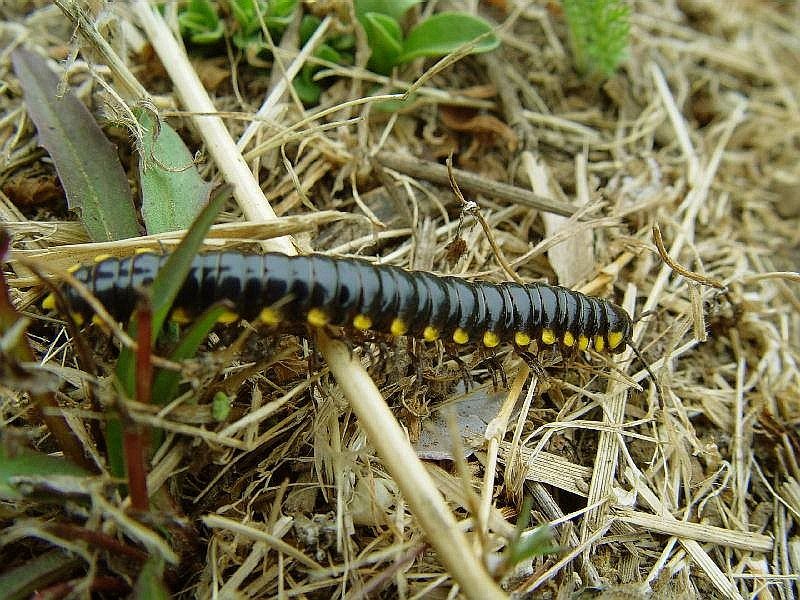
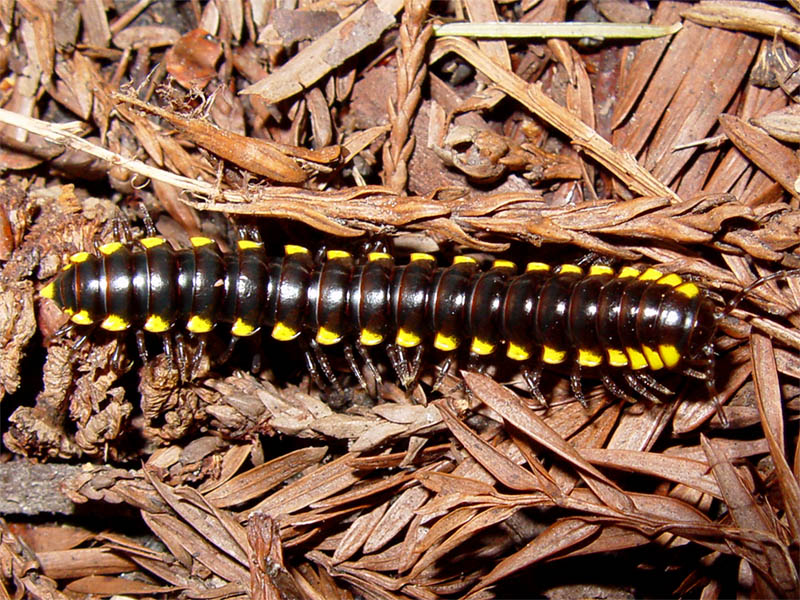
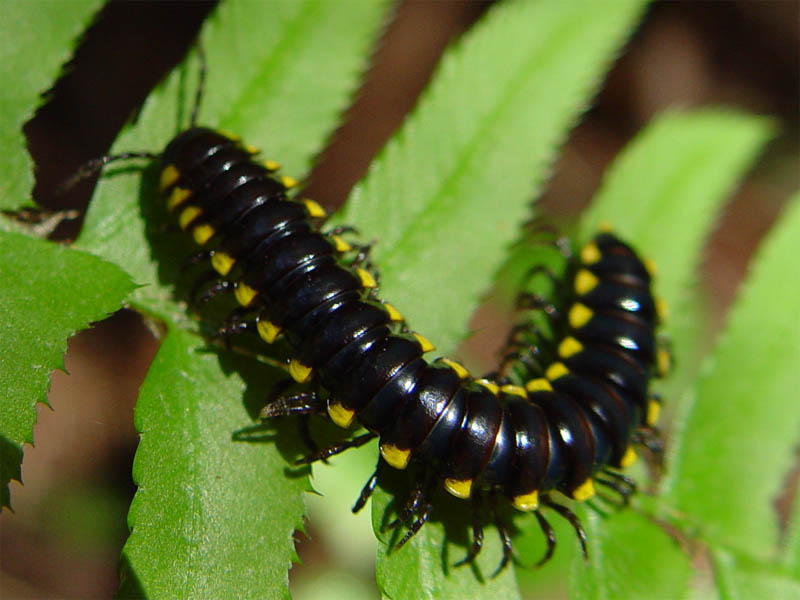